# Maliattha baetica
Maliattha baetica là một loài bướm đêm trong họ Noctuidae.